# Taylor Rochestie
Taylor Campbell Rochestie, (Houston, Texas; 1 de julio de 1985) es un jugador de baloncesto estadounidense, nacionalizado montenegrino, que forma parte de la plantilla del Tianjin Pioneers de la CBA china. Con 1,88 de estatura, su puesto natural en la cancha es el de base.

## Trayectoria deportiva

### Universidad
En su etapa en la NCAA jugó un año en la Universidad de Tulane  y tres temporadas con los Cougars del Universidad de Washington State, en las que promedió 9,7 puntos, 2,9 rebotes y 3,7 asistencias por partido.

### Profesional
No fue elegido en el Draft de la NBA de 2009 por ningún equipo. Su carrera como profesional se ha desarrollado en multitud de equipos y ligas de Europa, habiendo jugado en Alemania, Turquía, Francia, España, Italia y Rusia, siendo su única experiencia profesional fuera de Europa en el Santa Barbara Breakers
En diciembre de 2020, firma por el Hapoel Haifa B.C. de la Ligat Winner, tras comenzar la temporada 2020-21 en el Estrella Roja.
El 4 de octubre de 2021, firma por Le Mans Sarthe Basket de la Pro A francesa.

### Selección nacional
Aunque no ha residido en Montenegro, tiene la nacionalidad de este pequeño país balcánico, y ha competido internacionalmente con Montenegro.